# Bulgarische Eishockeyliga 1960/61
Die Saison 1960/61 war die neunte Spielzeit der bulgarischen Eishockeyliga, der höchsten bulgarischen Eishockeyspielklasse. Meister wurde zum insgesamt sechsten Mal in der Vereinsgeschichte Tscherweno sname Sofia.

## Modus
Der Erstplatzierte der Hauptrunde wurde Meister.

## Hauptrunde
|     | Klub                      |
| --- | ------------------------- |
| 1.  | Tscherweno sname Sofia    |
| 2.  | ZDNA Sofia                |
| 3.  | Dunaw Russe               |
| 4.  | HK Lewski Sofia           |
| 5.  | HK Metalurg Pernik        |
| 6.  | Spartak Sofia             |
| 7.  | HK Slawia Sofia           |
| 8.  | Akademik Sofia            |
| 9.  | HPZ Georgi Dimitrow Sofia |
| 10. | Septemwri Sofia           |

Sp = Spiele, S = Siege, U = unentschieden, N = Niederlagen, OTS = Overtime-Siege, OTN = Overtime-Niederlage, SOS = Penalty-Siege, SON = Penalty-Niederlage